# Oracle Team USA

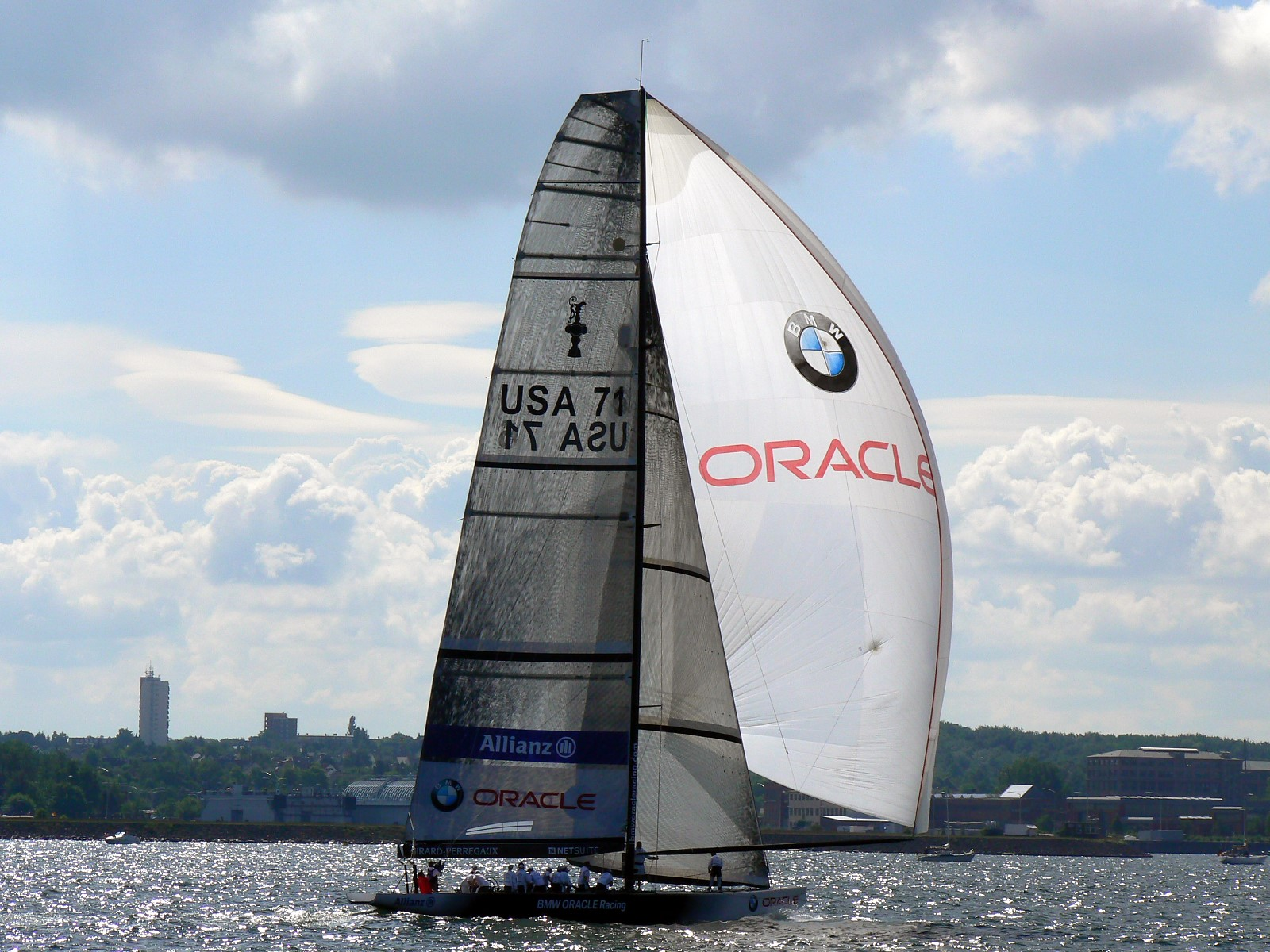
En av BMW Oracle Racings båtar, 2006.

Oracle Team USA är ett amerikanskt America's Cup-syndikat som tävlar för Golden Gate Yacht Club. Teamet grundades 2000 och skapades främst av Larry Ellison, en av grundare av mjukvaruföretaget Oracle. Laget kallades först Oracle Racing, sedan Oracle BMW Racing, senare ändrat till BMW Oracle Racing, på grund av sponsringen av BMW, som sponsrade laget 2002-2010. Efter det att samarbetet med BMW avslutats ändrades namnet till Oracle Team USA.
Oracle tävlade som utmanare i America's Cup 2003 och 2007, men tog sig inte vidare till finalseglingarna. I America's Cup 2010 blev Oracle huvudutmanare och vann efter en kontroversiell final till sist över det titelförsvarande schweiziska laget Alinghi. I America's Cup 2013 försvarade Oracle i en mycket dramatisk final sin titel mot utmanarlaget, Team New Zealand, och behöll pokalen. I nästa cupupplaga, 2017, där Oracle som titelförsvarare åter ställdes mot Team New Zealand, blev det Team New Zealand som tog hem segern. 
Till America's Cup 2021 lämnade Oracle inte in någon ansökan.

## Båtar

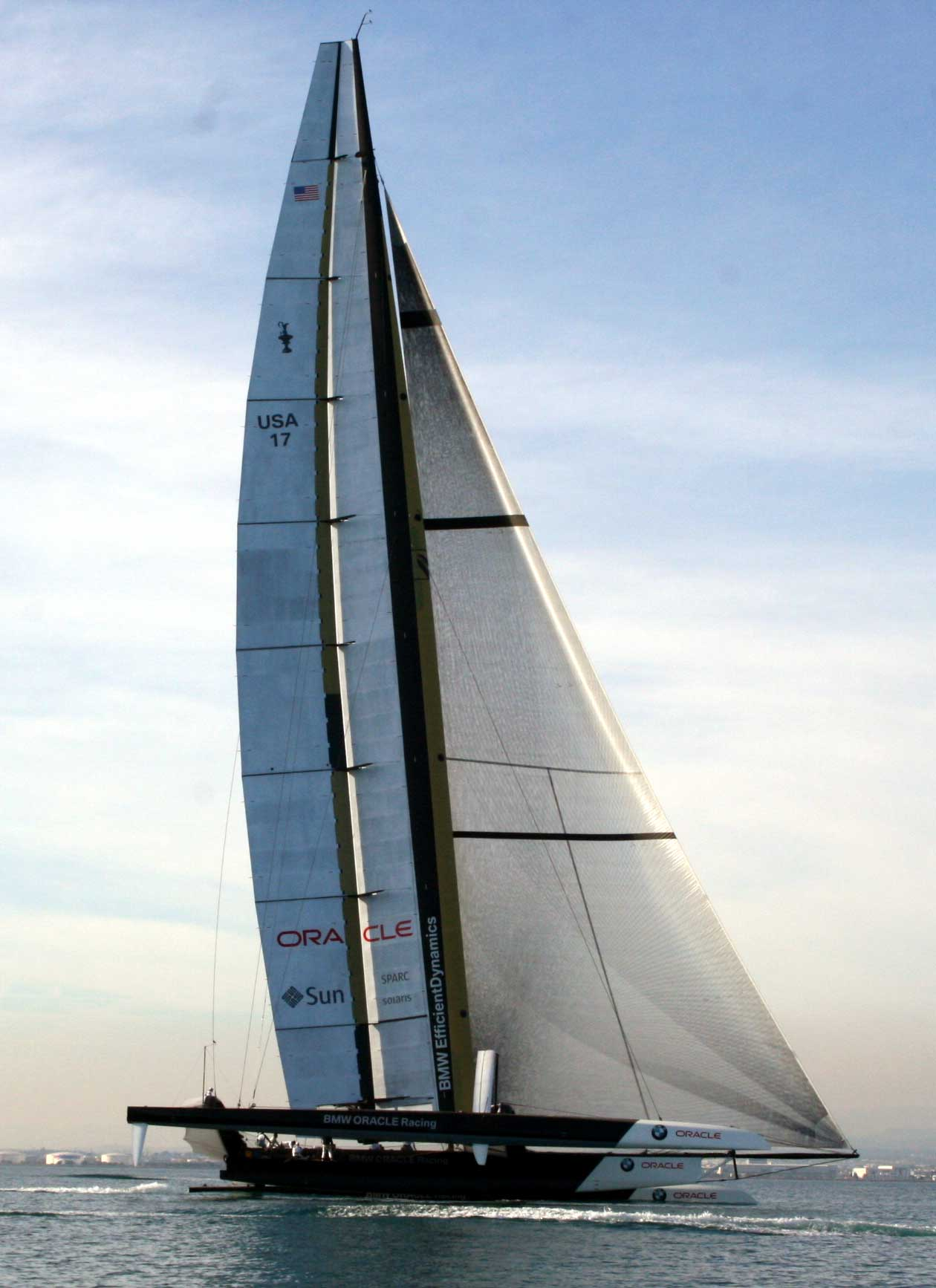
BMW Oracle Racing USA-17 utanför Valencia januari, 2010

Syndikatet har ägt ett antal båtar, däribland IACC-båtarna USA 71 och USA 76 som byggdes till 2003 års upplaga av America's Cup och IACC-båtarna USA 87 och USA 98 som byggdes till America's Cup 2007.
Trimaranen USA 17 som sjösattes 22 augusti 2008 var den båt som laget vann America's Cup 2010 med. Storseglet är en styv vinge som är 68 meter hög.
Den båt som laget vann America's Cup 2013 med var Oracle Team USA 17, en 72-fots vingsegelkatamaran (AC72). Ytterligare en AC72 var i syndikatets ägo, men den skadades och kapsejsade i oktober 2012.
I America's Cup 2017 seglade laget med en AC50, en segelkatamaran på 50 fot.